# Стахановские школы
Стахановские школы — одна из форм распространения передовых методов труда и организации помощи отстающим рабочим со стороны передовых. Возникли в СССР, как важное средство повышения квалификации и производительности труда рабочих. Названы по имени Алексея Стаханова — новатора угольной промышленности.
Первая стахановская школа была организована в ноябре 1935 года на московской обувной фабрике «Парижская Коммуна». Стахановские школы создавались по всей стране, во всех отраслях производства. Руководителями стахановских школ являлись новаторы производства, которые передавали рабочим свой опыт непосредственно на рабочем месте путём наглядного показа передовых методов работы и оказания им помощи в практическом их усвоении. Занятия в стахановских школах обычно дополняются теоретическими беседами консультантов из числа инженерно-технических работников.
Постепенно процесс профессионального образования стахановцев формализовался, курс обучения в стахановских школах стал излишне политизирован и в 5-й пятилетке (1951—1955) на смену стахановским школам пришли школы передового опыта.